# Gorišek
Gorišek je 199. najbolj pogost priimek v Sloveniji, ki ga je po podatkih Statističnega urada Republike Slovenije na dan 1. januarja 2010 uporabljalo 913 oseb.

## Znani nosilci priimka
- Aleš Gorišek, plesalec
- Andrej Gorišek (*1973), jedrski fizik (IJS in koordinator vodenja detektorja v CERN-u)
- Bojan Gorišek (*1962), pianist
- Borut Gorišek (*1939), zdravnik ginekolog, onkolog
- Doroteja Gorišek, arhivistka v Škofji Loki sredi 20. stol..
- Dunja Gorišek, Steletovo priznanje 2007
- Dušan Gorišek, športni (smučarski) delavec
- Franc Gorišek (1806—?), tiskar na Dunaju
- Gorazd Gorišek, planinski puiblicist, avtor vodnikov
- Irena Gorišek, zdravnica homeopatinja
- Janez Gorišek (1933—2023), smučarski skakalec, športni delavec, gradbenik - projektant športnih objektov (z bratom Vladom in sinom Sebastjanom)
- Josip Gorišek (pred 1810—1856), zdravnik, lastnik gradu
- Karel Gorišek (1823—1871), tiskar in založnik na Dunaju
- Kristina Gorišek Novaković (1906—1996), prva slovenska letalka (pilotka)
- Majda Gorišek (r. Šašek) (1941—2014), zdravnica pedopsihiatrinja
- Maruša Gorišek, sociologinja
- Matej Gorišek (1725—?), zidarski mojster
- Metka Gorišek (1961—2022), hidrološko-okoljska strokovnjakinja, državna sekretarka, častna občanka Brežic
- Milan Gorišek (1878—1957), politik, odvetnik, sokolski starosta
- Sebastjan Gorišek, načertovalec skakalnic (z očetom Janezom)
- Simon Gorišek, pedagog
- Stanka Kovačič (r. Gorišek) (*1941), pevka
- Vlado Gorišek (1925—1997), gradbenik - projektant športnih objektov (skakalnic z bratom Janezom) in športni delavec
- Vlado Gorišek (1930—?), agronom, politični delavec
- Željko Gorišek (*1958), lesar, univ. profesor